# Furtjuh
Rudolf Gerard (Rutger) Vink (Vlaardingen, 2 september 1989), bekend onder zijn artiestennaam Furtjuh, is een Nederlandse youtuber en kinderboekenschrijver. 

## Levensloop

### Carrière

#### YouTube
Vink begon in 2011 met de opleiding advertising aan de Willem de Kooning Academie (WdKA). Hij begon in 2012 met het maken van video's en vlogs, die aanvankelijk bedoeld waren als schoolproject. Hij maakte liedjes, parodieën, sketches en challenges.
Vink kwam in het nieuws met onder andere een video over zijn coming-out als homoseksueel.
In 2015 won Vink een VEED Award voor Beste Mannelijke Youtuber. In 2016 was hij opnieuw genomineerd, maar won niet.
Op 21 augustus 2022 bereikte Vink met zijn YouTubekanaal Furtjuh 1 miljoen abonnees.

#### Schrijven
Vink bracht samen met zijn partner Thomas van Grinsven het kinderboek De avonturen van Rutger, Thomas en Paco - De magische halsband uit in september 2021, waarin hun hond Paco de hoofdrol speelt. Het boek werd bekroond met de Prijs van de Nederlandse Kinderjury 2022 in de leeftijdscategorie 6 t/m 9 jaar en behaalde de Gouden Boek-status voor meer dan 75.000 verkochte exemplaren.
Het succes werd voortgezet met de uitgave van De avonturen van Rutger, Thomas en Paco 2 - De tijdmachine in september 2022. Dit boek werd het bestverkochte oorspronkelijk Nederlandstalige kinderboek van dat jaar en stond hoog genoteerd in de CPNB Top 100 van 2022.
In 2023 werd hun serie uitgebreid met Het doeboek van Rutger, Thomas en Paco, gevolgd door het derde leesboek De avonturen van Rutger, Thomas en Paco 3 - Het pretpark dat op 12 september 2023 verscheen, met dit boek wisten Vink en Van Grinsven voor het derde jaar op rij de Prijs van de Nederlandse Kinderjury te winnen. Wegens aanhoudend succes werd de serie uitgebreid met een vriendenboek, tweede doeboek, moppenboek en vakantieboek. 
In september 2024 kwam het vierde leesboek De avonturen van Rutger, Thomas en Paco 4 - De safari uit. Ook dit boek werd bekroond de Prijs van de Nederlandse Kinderjury 2025. 

#### Televisie
Vink heeft een aantal keren als kandidaat deelgenomen aan televisieprogramma's. Zo was hij in maart 2016 te zien bij het RTL 4 programma It Takes 2, waar hij als eerste afviel. In september 2019 deed Vink mee aan Dancing with the Stars, eveneens te zien op RTL 4. Hierbij viel hij als vijfde af. Op 23 december 2019 deed hij mee aan De Slimste Mens, hij viel hier in de eerste ronde af.

#### Film
Op 10 oktober 2024 maakten Vink en Van Grinsven bekend dat ze bezig zijn met de opnames van hun eerste bioscoopfilm. De film van Rutger, Thomas & Paco ging in de zomer van 2025 in première met Vink, Van Grinsven en hun hond Paco zelf in de hoofdrollen.

### Privéleven
Tijdens filmopnames in 2015 van de film Sneekweek kreeg Vink een ongeluk, waarbij hij een zware hersenschudding opliep. In juli 2024 onthulde hij op zijn YouTube-kanaal dat hij een chronische migraine heeft opgelopen door het ongeluk.

## Filmografie
| Jaar | Film                              | Rol                                        |
| ---- | --------------------------------- | ------------------------------------------ |
| 2016 | Sneekweek                         | Dennis                                     |
| 2016 | Finding Dory                      | Carl de vrachtwagenchauffeur (stem, cameo) |
| 2016 | SpongeBob SquarePants             | Stanley SquarePants (stem)                 |
| 2017 | Ferdinand                         | Paco (stem)                                |
| 2018 | De Film van Dylan Haegens         | zichzelf                                   |
| 2018 | Elvy's Wereld: So Ibiza           | Taco                                       |
| 2019 | Playmobil: The Movie              | Keizer Maximus (stem)                      |
| 2022 | F*ck de Liefde 2                  | man in auto                                |
| 2025 | De film van Rutger, Thomas & Paco | Rutger                                     |

### Bestseller 60
| Boeken met noteringen in de Nederlandse Bestseller 60 | Jaar van verschijnen | Datum van binnenkomst | Hoogste positie | Aantal weken | Opmerkingen                                                                      |
| ----------------------------------------------------- | -------------------- | --------------------- | --------------- | ------------ | -------------------------------------------------------------------------------- |
| De magische halsband                                  | 2021                 | 22-09-2021            | 2               | 103          | in samenwerking met Thomas van Grinsven Prijs van de Nederlandse Kinderjury 2022 |
| De tijdmachine                                        | 2022                 | 21-09-2022            | 1(3wk)          | 57           | in samenwerking met Thomas van Grinsven Prijs van de Nederlandse Kinderjury 2023 |
| Het pretpark                                          | 2023                 | 20-09-2023            | 2               | 31           | in samenwerking met Thomas van Grinsven Prijs van de Nederlandse Kinderjury 2024 |
| Het moppenboek van Rutger, Thomas en Paco             | 2024                 | 14-02-2024            | 1(1wk)          | 24           | in samenwerking met Thomas van Grinsven                                          |
| De safari                                             | 2024                 | 11-09-2024            | 1(2wk)          | 29           | in samenwerking met Thomas van Grinsven                                          |
| Het moppenboek van Rutger, Thomas en Paco 2           | 2025                 | 19-02-2025            | 5               | 9            | in samenwerking met Thomas van Grinsven                                          |

## Prijzen
| Prijs                                                         | Jaar | Resultaat   |
| ------------------------------------------------------------- | ---- | ----------- |
| VEED Awards: Beste Mannelijke Youtuber                        | 2015 | Gewonnen    |
| VEED Awards: Beste Comedy                                     | 2015 | Gewonnen    |
| Nickelodeon Kids' Choice Awards                               | 2016 | Gewonnen    |
| VEED Awards: Beste YouTube Channel                            | 2016 | Genomineerd |
| VEED Awards: Beste Mannelijke Youtuber                        | 2016 | Genomineerd |
| VEED Awards: Beste Comedy Youtuber                            | 2016 | Genomineerd |
| VEED Awards: Beste YouTube Muziek Artiest                     | 2016 | Genomineerd |
| Hashtag Award: Beste Creator Video                            | 2017 | Gewonnen    |
| Kinderjury: Beste Kinderboek 2022 (voor De magische halsband) | 2022 | Gewonnen    |
| Gala van de gouden k's: YouTube-hit                           | 2023 | Gewonnen    |
| Kinderjury: Beste Kinderboek 2023 (voor De tijdmachine)       | 2023 | Gewonnen    |
| Kinderjury: Beste Kinderboek 2024 (voor Het pretpark)         | 2024 | Gewonnen    |
| Kinderjury: Beste Kinderboek 2024 (voor De safari)            | 2025 | Gewonnen    |